# Robert-Schuman-Europaschule
Die Robert-Schuman-Europaschule ist eine städtische integrierte Gesamtschule mit gymnasialer Oberstufe in Willich.

## Geschichte
Die Robert-Schuman-Europaschule wurde 1992 als erste Gesamtschule der Stadt Willich gegründet. Namensgeber der Schule ist der französische Staatsmann Robert Schuman (1886–1963), ein Vorkämpfer für die deutsch-französische Verständigung und ein Gründervater der Europäischen Union.
Der Aufbau der Schule fand 2001 mit der Verabschiedung des ersten Abiturientenjahrgangs seinen Abschluss. Aufgrund ihrer Förderung des europäischen Bildungsgedankens wurde die Schule 2008 mit dem Qualitätssiegel Europaschule in Nordrhein-Westfalen ausgezeichnet und führt seitdem diesen Titel im Schulnamen.

## Schulprofil
- Die Robert-Schuman-Europaschule bietet von der siebten bis zur zehnten Klasse einen bilingualen Unterricht in Englisch an. Dabei werden die Fächer Geography und Business Studies in dieser Fremdsprache unterrichtet.
- Für den mit der siebten Klasse beginnenden Wahlpflichtunterricht stehen die Fächer Französisch, Latein, Naturwissenschaften, Darstellen und Gestalten sowie Wirtschaft und Arbeitswelt zur Auswahl.
- In der Oberstufe ist die Wahl von Spanisch als eine weitere Fremdsprache möglich. Ein Leistungskurs Sport wird in Kooperation mit der Leonardo-da-Vinci-Gesamtschule im benachbarten Stadtteil Schiefbahn durchgeführt.
- Im Rahmen der schulischen Begabtenförderung wird ein Drehtürmodell nach dem Konzept des Erziehungspsychologen Joseph Renzulli angeboten. Die teilnehmenden Schülerinnen und Schüler können dabei teilweise den regulären Fachunterricht verlassen und bearbeiten in Absprache mit einem selbst gewählten Mentor ein eigenes Projekt. Beispielsweise wurde von einem Teilnehmer des Drehtürmodells 2022 der Aufstieg eines Wetterballons bis in die Stratosphäre erfolgreich durchgeführt.[5]
- Die Schule arbeitet mit einem Trainingsraum-Programm, um mit dieser von der Schulpsychologin Heidrun Bründel entwickelten Methode eine Stärkung der Eigenverantwortung von Schülerinnen und Schülern bei Unterrichtsstörungen zu erzielen.
- Die Robert-Schuman-Europaschule ist eine Ganztagsschule, bei der an drei Wochentagen (Montag, Mittwoch, Donnerstag) verbindlich Nachmittagsunterricht erteilt wird.

## Schulleitung
- 1992–2011: Ulrich Graf[6]
- 2011–2019: Ute Will-Nieding[7]
- 2019–2022: Burkhard Brörken[8]
- 2022–2023: Alexander Rother (kommissarisch)
- seit 2023: Christoph Riedl[9]

## Schülerschaft
Die Schülerinnen und Schüler kommen hauptsächlich aus Willich selbst, sowie aus den benachbarten Städten Krefeld, Meerbusch, Mönchengladbach, Viersen und Tönisvorst.

## Besonderheiten
- Die Robert-Schuman-Europaschule unterhält Partnerschaften zu Schulen in Linselles (Frankreich), Girona (Spanien), Marugame (Japan) und Zogoré (Burkina Faso).
- Seit 2009 ist die Robert-Schuman-Europaschule Mitglied im bundesweiten Schulnetzwerk Schule ohne Rassismus – Schule mit Courage.[10]
- Jährlich findet gegen Ende des Schuljahres ein Sponsorenlauf statt, dessen Spendeneinnahmen der Partnerschule Lycée Départemental de Zogoré (seit 2022 einer Auffangschule in Ouahigouya) in Burkina Faso und dem Ilula Orphan Program (IOP) in Tansania zugutekommen.
- Schülerinnen und Schüler der Robert-Schuman-Europaschule nehmen jedes Jahr an mehreren Wettbewerben teil. Der Projektkurs Umweltschutz – voller Energie der Oberstufe stellt regelmäßig Teilnehmerinnen und Teilnehmer bei Jugend forscht. Dabei wurden bereits Preise auf der Regional- und Landesebene gewonnen. 2024 wurde die Schule beim Regionalwettbewerb Niederrhein mit dem Sonderpreis für neue Talentförderer ausgezeichnet.[11] Der im Projektkurs Film produzierte Kurzfilm Brussels heroic gewann 2016 die Vorauswahl des Kreises Viersen und wurde für das Schulfilmfest des Landes NRW in Hamm nominiert.[12] Mehrfach wurden auch beim Deutsch-Essay-Schülerwettbewerb NRW der Berkenkamp-Stiftung Preise gewonnen.[13]
- Als Bühnenprojekt wird von Schülerinnen und Schülern aller Jahrgangsstufen alle zwei Jahre ein selbst verfasstes Musical zur Aufführung gebracht. In den anderen Jahren erstellen Schülerinnen, Schüler, Lehrkräfte und Eltern die Schulshow Keep on groovin’.
- Mit der RSE-Arena besitzt die Robert-Schuman-Europaschule eine in den Pausen frei zugängliche Freiluftsporthalle.[14]
- 2013 errang das U21-Fußballteam der Robert-Schuman-Europaschule den Titel des Deutschen Schulliga-Meisters im Hallenfußball. Im Endspiel siegte das Oberstufenteam in Wolfsburg gegen die Mannschaft des Hans-Carossa-Gymnasiums aus Berlin mit 5:4.[15]

## Bekannte ehemalige Schüler
- Stefan Finger (* 1983), Fotograf, Professor an der Fachhochschule des Mittelstands, Preisträger UNICEF-Foto des Jahres 2014
- Mohamed Abdilaahi (* 1999), Leichtathlet, mehrfacher deutscher Meister im 5000-Meter-Lauf, Teilnehmer der Olympischen Sommerspiele 2020 in Tokio und der Leichtathletik-Weltmeisterschaften 2022 in Eugene

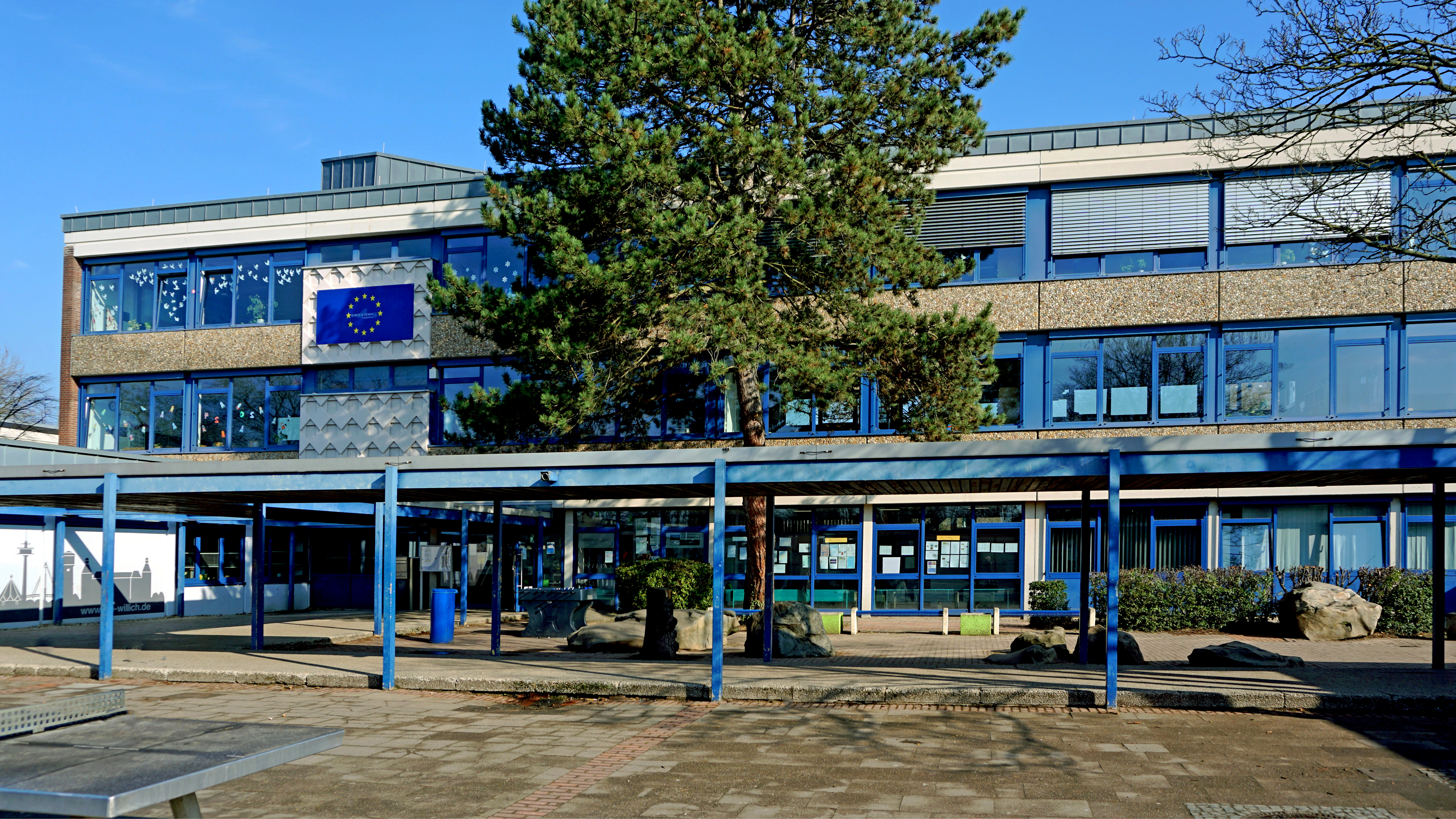
Das Hauptgebäude der Robert-Schuman-Europaschule
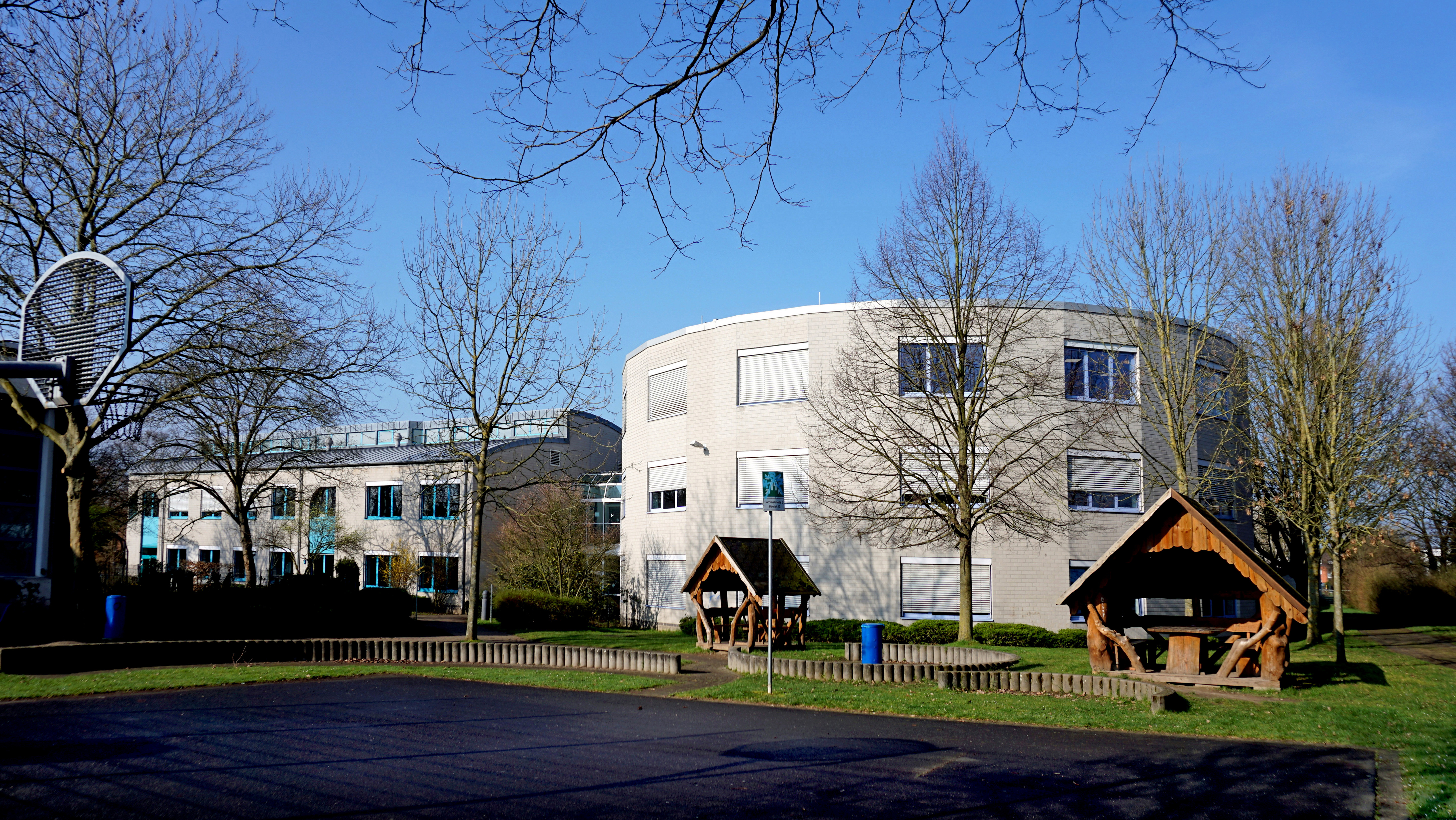
Der Rundbau mit Klassenräumen für die Jahrgänge 8, 9 und 10
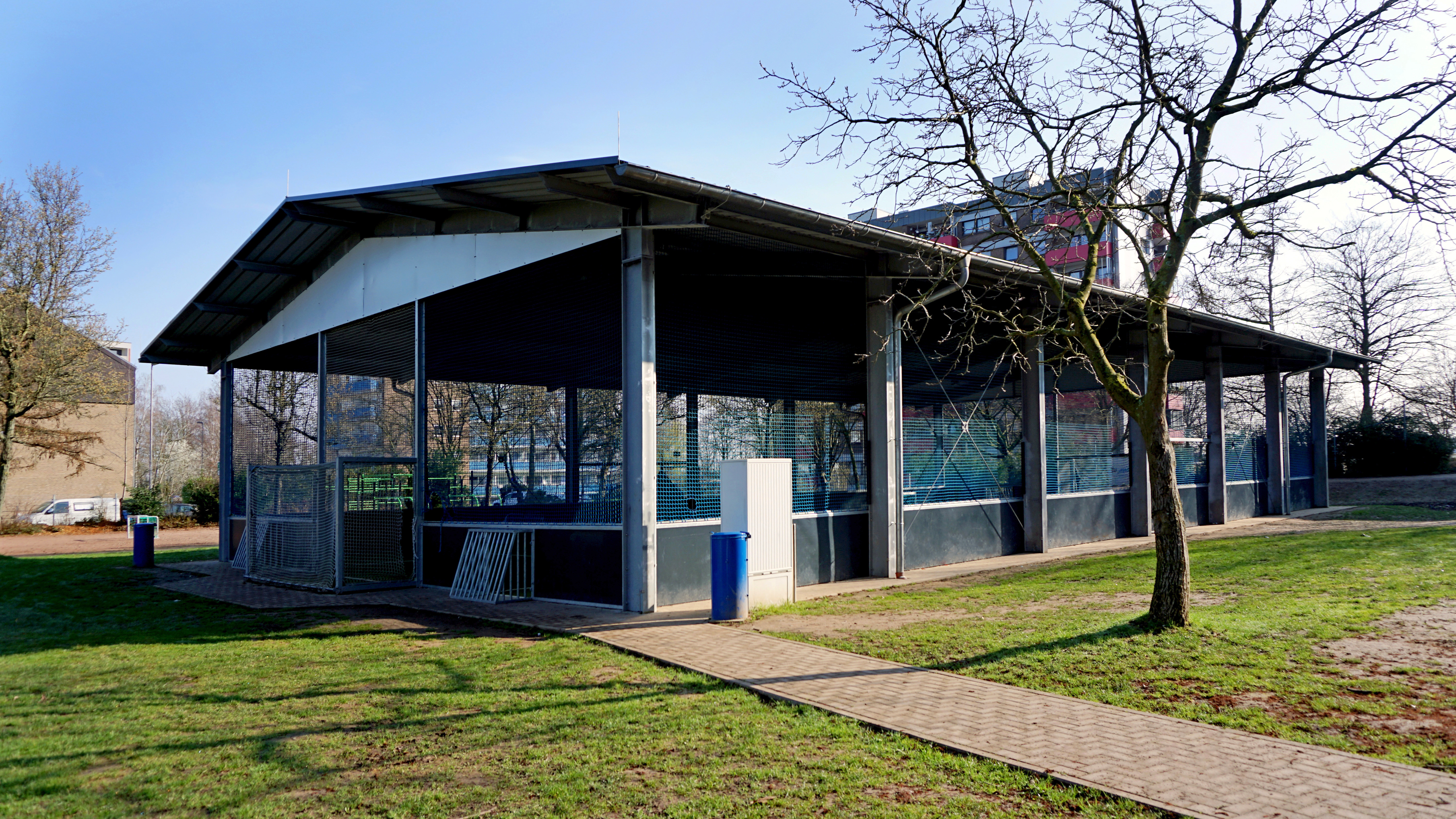
Die RSE-Arena, die Freiluftsporthalle der Schule